# شهرستان اتاوا (میشیگان)
شهرستان اتاوا، میشیگان (به انگلیسی: Ottawa County, Michigan) یک سکونتگاه مسکونی در ایالات متحده آمریکا است که در میشیگان واقع شده‌است.
طبق آمار اعلامی در سال ۲۰۱۰ جمعیت این شهرستان ۲۶۳۸۰۱ نفر بوده است.